# Hubert Pluyette
Hubert Pluyette est un architecte français mort à Versailles le 2 février 1769,.

## Biographie
Il est le fils de Jacques Pluyette, bourgeois de Paris, et de Marguerite Poupart. Il se marie le 16 janvier 1732 avec Marie Pluyette, veuve de Claude Charpentier, avocat au parlement de Paris. À son mariage sont présents Bernard Potier, duc de Gesvres (1655-1739), gouverneur de Paris, et René Hérault, lieutenant de police, ce qui montre qu'il avait de solides relations dès cette date.
Il est contrôleur des Bâtiments pour la construction de l'École militaire de Paris, en 1751, réalisée suivant les plans d'Ange-Jacques Gabriel.
En 1755, il a acquis une des charges de dessinateur des maisons royales. Après la mort de Jean-Charles Garnier d'Isle, il est nommé, en 1756, inspecteur des Bâtiments du roi à Paris. Son département comprend le château de La Muette, le château de Madrid, l'hôtel des Ambassadeurs, l'hôtel du Premier écuyer, l'Ave Maria, le magasin des marbres, la Pépinière.
En 1757, le roi lui concède un terrain sur l'avenue de Saint-Cloud, à Versailles. 

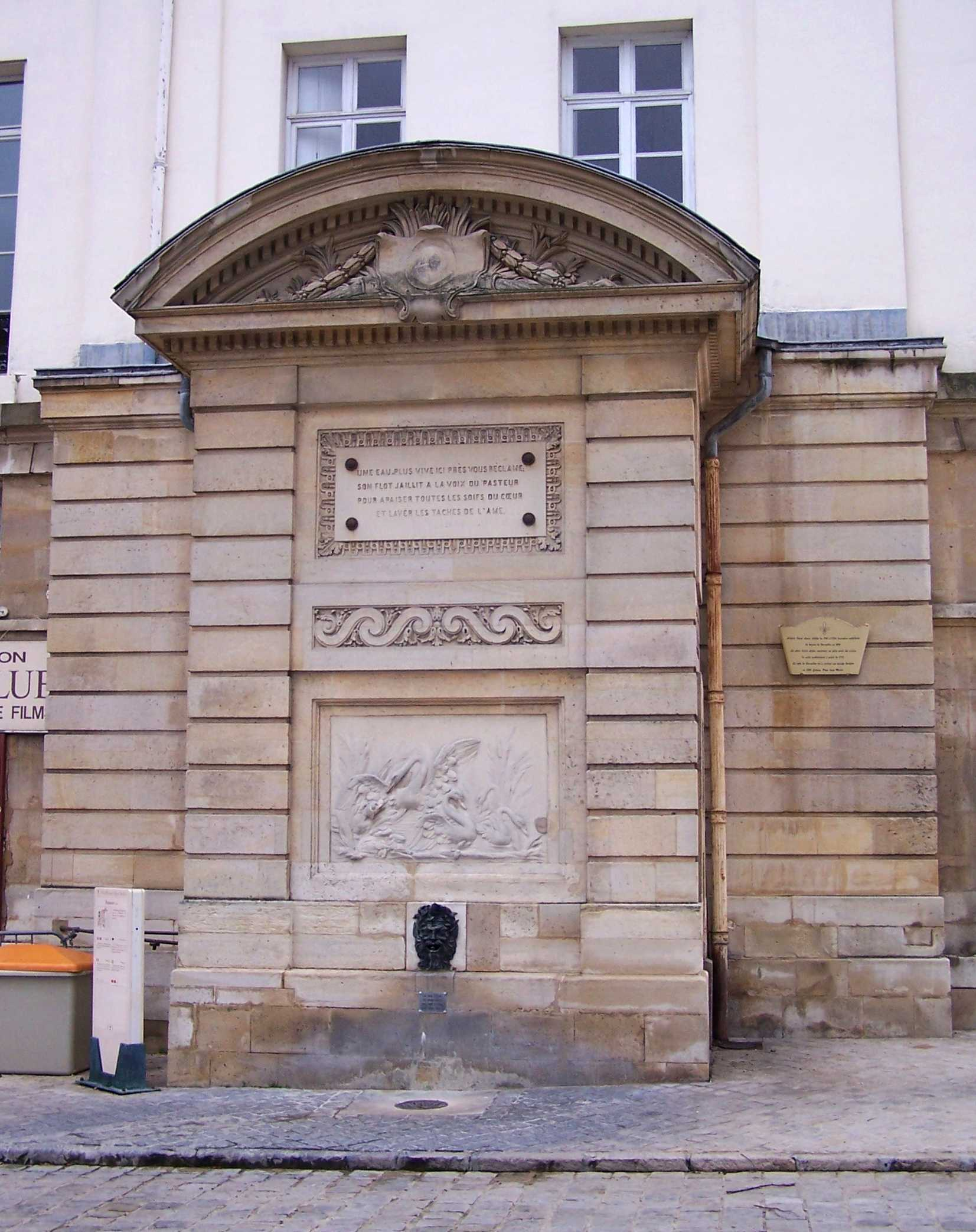
Fontaine de la place Saint-Louis de Versailles

Il est présenté comme architecte de la 2e classe de l'Académie royale d'architecture en 1758. Il est nommé par le roi le 15 mars 1758.
Il a construit l'école paroissiale Notre-Dame pour les frères de la Doctrine chrétienne, en 1759. En 1761-1763, il a réaménagé le Chenil et l'école des pages dans la Grande Écurie.
Il a réparé les conduites d'eau venant de Marly et construit le réservoir de la butte de Picardie, en 1764. Il édifie plusieurs fontaines à Versailles : la fontaine de la place Saint-Louis de Versailles, en 1763, ainsi que la fontaine du Marché neuf au Parc-aux-Cerfs, en 1764.
En 1767, il aménage un confessionnal dans le Grand Commun et édifie une fontaine au milieu de la cour, avec un obélisque, entourée de quatre réverbères. Dans la Grande Écurie, il réalise un logement en duplex pour les chirurgiens du quartier du roi.
L'inventaire après décès d'Hubert Pluyette est fait à la demande de sa fille, Marie-Anne Pluyette, mariée à Pierre Chesnon de Champmorin, receveur des tailles de l'élection de Mortagne, unique héritière, le 8 février 1769.